# Сийм, Людмила
Людмила Петровна Сийм (Ludmilla Siim) (до замужества (1962) — Курбатова, с 1979 г. Милла Сийм-Каазинен (Milla Siim-Kaasinen) — эстонская и финляндская художница.
Родилась 20 ноября 1938 года в Алма-Ате, родители её матери были выходцами из Эстонии (уехали из неё в 1912 году). С 1945 года жила в Тарту. Там училась в школе № 2 (1947—1953) и художественном училище (1953—1958). В 1965 году окончила Эстонский государственный художественный институт, там же в 1963—1965 гг. работала инструктором подготовительных курсов.
В 1965—1969 гг. учитель изобразительного искусства Таллинской школы № 46. С 1969 г. преподаватель Тартуского художественного училища. Среди её учеников Андрес Тольтс (1949—2014) и Андо Кесккюла (1950—2008).
С 1971 г. член Союза художников Эстонской ССР.
Персональные выставки в советский период: 1971 и 1973 — Таллинский салон искусств, 1975 — Тартуский Дом искусств. Участвовала во Всесоюзных выставках портретной живописи в Москве (1975) и Вильнюсе (1976).
Призёр конкурса Baltic Painting Triennial 1972 и 1975 годов.
В 1977 году эмигрировала в Финляндию, там в 1979 году взяла себе имя Милла Сийм-Каасинен (Milla Siim-Kaasinen). Работала дизайнером промышленной продукции (1981—1984), инструктором курсов Хельсинкской ассоциации художников, учителем живописи в Мунккиниеми (1992—2000) и Хельсинки (1996—2000).
Автор около 400 произведений, приняла участие в более чем 40 выставках. Лауреат художественной премии AkzoNobel 2022 года

## Картины